# 小林浩美
小林 浩美（こばやし ひろみ、1963年1月8日 - ）は、福島県いわき市出身の元女子プロゴルファー。現日本女子プロゴルフ協会会長（2010年～）。身長170cm、体重69kg。血液型A型。

## 経歴
- 福島県立磐城女子高等学校（現・福島県立磐城桜が丘高等学校）時代はソフトボール部でピッチャーを務めていた。
- 体育教師を目指していたが大学受験に失敗し、ゴルフ好きの父の勧めでゴルフの道を選んだ。
- 1984年9月、プロテスト合格。
- ツアー5年目の1989年に初優勝を含む年間6勝を挙げ賞金ランク2位となる。
- 1989年の第40回NHK紅白歌合戦（NHK総合・ラジオ第1）では審査員を務めた。
- 1990年からアメリカ・全米女子プロゴルフ協会ツアーに参戦。初年度は最高7位・賞金ランク60位だったが、日本人初の新人賞（ルーキー・オブ・ザ・イヤー）を受賞[1][2]。
- 1993年、JAL・ビッグ・アップル・クラシックで優勝し、樋口久子、岡本綾子に次ぐ日本人3人目の米女子ツアー優勝を果たす。
- 2003年11月24日、外務省・アトランタ総領事館勤務の男性と結婚。
- 2008年2月、日本女子プロゴルフ協会（JLPGA）理事となる。
- 2010年12月17日、JLPGA第6代会長に選出。尚、正式な会長就任は2011年2月1日[3]。
- JLPGA会長としては、JLPGAツアーのテレビ放映権の一括管理、トーナメント主催権を各スポンサーからJLPGAに移管するなどの策を打ち出す。テレビ放映権については2022年度よりJLPGAの一括管理となったが、トーナメント主催権の移管については当初2025年に予定していたものが2027年に先送りされている。

## 主な優勝歴
- 1989年 スカイコートレディースゴルフトーナメント
- 1989年 日本女子オープン
- 1989年 大王製紙エリエール女子オープンゴルフトーナメント
- 1993年 JAL・ビッグ・アップル・クラシック
- 1995年 富士通レディース
- 1995年 紀文レディースクラシック
- 1997年 エビアン・マスターズ
- 1998年 LPGAジャパンクラシック
- 2002年 大王製紙エリエールレディスオープン

## 脚註
1. ↑  日本女子プロゴルフ協会 (2020年10月27日). “小林浩美 米ツアーでルーキー・オブ・ザ・イヤー ｰ プレイバック1990 Part 2”. スポーツナビ. 2022年4月19日閲覧。
2. ↑  宮井善一 (2022年4月19日). “渋野日向子が現在2位につける米女子新人王争い！ 32年前に受賞した唯一の日本人選手とは？”. e!Golf.   メディア・ヴァーグ. 2022年4月19日閲覧。
3. ↑  小林浩美が次期LPGA会長に決定 日本女子プロゴルフ協会プレスリリース 2010年12月17日